# Proteu
Proteu este o divinitatea greacă a mării menționată de Homer în Odiseea ca „bătrânul mării” și paznicul turmelor de foci ale lui Poseidon. Proteu avea capacitatea de a prezice viitorul și de a se metamorfoza, putându-se transforma în leu, dragon, panteră, râu, copac, foc, apă, etc..